# NLEX Road Warriors
I NLEX Road Warriors sono una squadra professionistica di pallacanestro delle Filippine di proprietà della NLEX Corporation, una sussidiaria della Metro Pacific Investments Corporation, che milita nella Philippine Basketball Association (PBA) a partire dalla stagione 2014-2015.
I Road Warriors hanno iniziato la loro attività nella PBA Developmental League (PBA D-League) come una delle squadre fondatrici, vincendo un totale di sei titoli. Il passaggio alla PBA avvenne nel giugno 2014, quando la Manila North Tollways Corporation (anch'essa sussidiaria della Metro Pacific Investments Corporation) acquisì il franchise degli Air21 Express.
La squadra è attualmente una delle tre franchigie presenti nella PBA sotto il controllo dell’imprenditore Manuel V. Pangilinan, insieme ai TNT Tropang 5G e ai Meralco Bolts.

## Storia
Dal 2011 al 2014, i NLEX Road Warriors dominarono la PBA D-League, stabilendo un record con sei titoli vinti nelle sette conference a cui parteciparono. È stato la seconda franchigia della PBA D-League ad approdare poi nella Philippine Basketball Association.

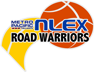
Il logo usato negli anni della PBA D-League

Nel marzo 2014, la Manila North Tollways Corporation (MNTC) presentò una lettera di intenti per entrare nella PBA come squadra di espansione. Il 10 aprile 2014, il Board of Governors della PBA approvò all’unanimità la richiesta degli NLEX, dell'Ever Bilena Cosmetics (Blackwater Elite) e Columbian Autocar Corporation (Kia Sorento) come squadre di espansione per la stagione 2014–2015.
Come concessione speciale ai Kia, che non possedeva una squadra nella D-League, il consiglio della PBA non permise ai Blackwater e al NLEX di promuovere i propri giocatori della D-League nei rispettivi roster di PBA. Le tre nuove squadre furono quindi chiamate a costruire i propri organici attraverso l'expansion draft, nel quale le dieci squadre già presenti poterono proteggere fino a 14 giocatori ciascuna, il mercato dei free agent e il Draft PBA, dove furono loro assegnate l’11ª, 12ª e 13ª scelta al primo turno del 2014.
Al termine di una riunione straordinaria del consiglio della PBA, tenutasi tre settimane dopo l’approvazione delle nuove franchigie, furono concesse ulteriori agevolazioni alle squadre di espansione. Tra queste vi fu la riduzione del numero di giocatori che le squadre già esistenti potevano proteggere da 14 a 12. Inoltre, alle nuove squadre furono assegnate le prime tre scelte del secondo turno del Draft 2014, e venne concesso loro il diritto esclusivo di selezionare giocatori anche oltre il terzo round del draft.
Mentre Kia e Blackwater avevano già versato le rispettive quote di iscrizione alla lega, il NLEX aveva richiesto una proroga per il pagamento, poiché stava ancora valutando se entrare nella PBA come squadra di espansione o acquisire una franchigia già esistente.

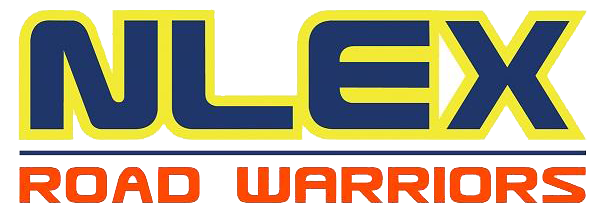
Il logo dei NLEX Road Warriors usato dal 2014 al 2017.

Il 17 giugno 2014, la Manila North Tollways Corporation (MNTC) annunciò di essere in trattative con una squadra della PBA per acquisirne il titolo. A causa dei playoff in corso della PBA Governors' Cup, la MNTC non rivelò il nome della squadra, ma dichiarò che lo avrebbe fatto una volta che la squadra fosse stata eliminata dalla competizione. Pochi giorni dopo, venne svelato che si trattava degli Air21 Express.
Il 23 giugno 2014, venne raggiunto un accordo tra la MNTC e la Lina Group of Companies (proprietaria degli Air21 Express, guidata da Alberto Lina) per la vendita della franchigia PBA alla stessa MNTC. La vendita fu approvata nel corso della consueta riunione mensile del consiglio dei governatori, aprendo ufficialmente la strada al passaggio del franchise.
I NLEX Road Warriors fecero un passo significativo con l’ingaggio del pluridecorato allenatore Yeng Guiao, che assunse il ruolo di allenatore capo prima dell’inizio della stagione 2016-17, dopo un ciclo vincente con i Rain or Shine. Guiao divenne anche general manager della squadra.

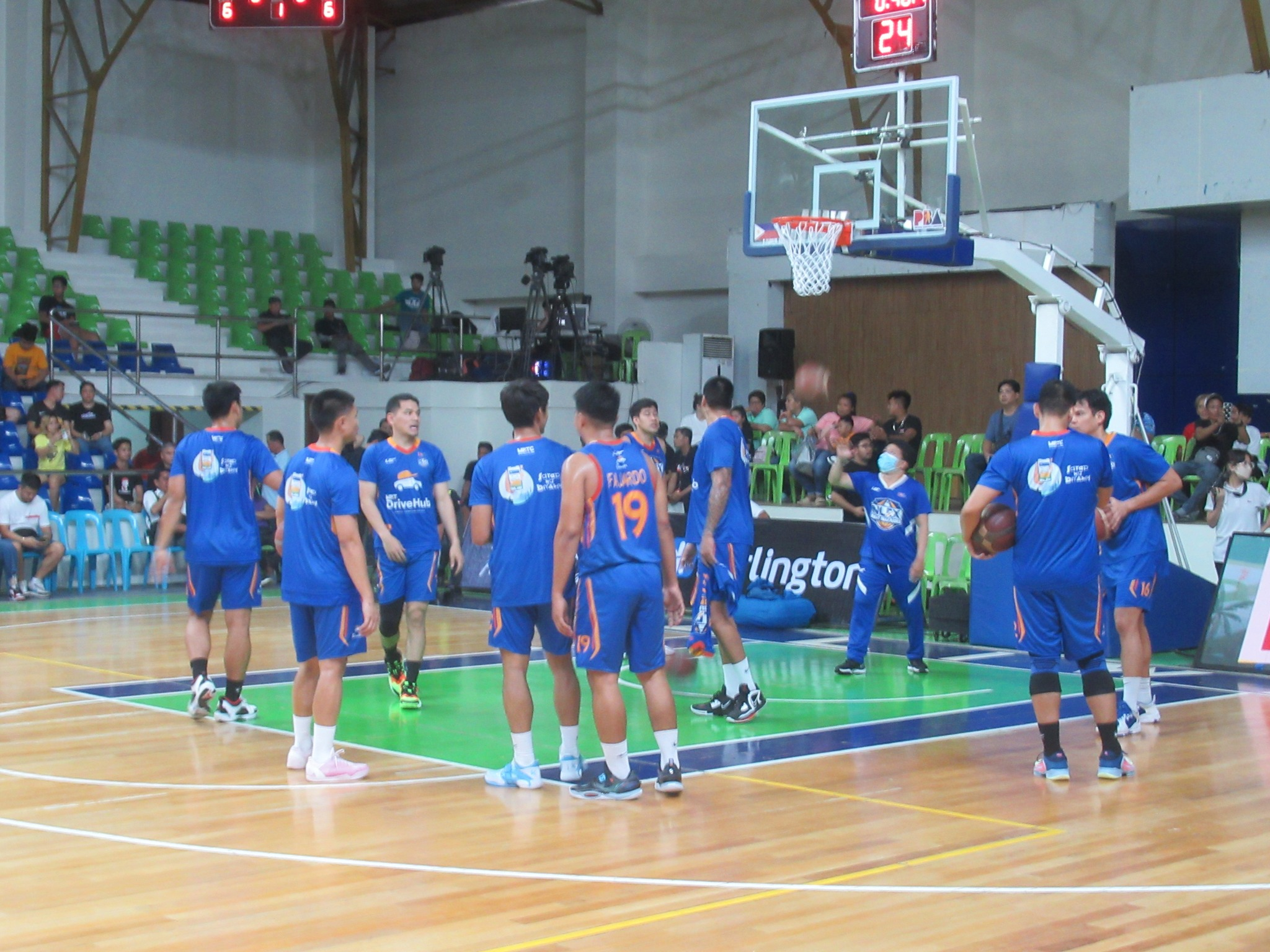
I giocatori dei Road Warriors, durante il riscaldamento di una partita del 2023

Nel luglio 2018, i Road Warriors rappresentarono le Filippine, insieme ai Blackwater Elite, nell’Asia League Summer Super 8 Invitational Tournament, svoltosi a Macao, terminando il torneo con il quarto posto finale.
Sotto la guida di Coach Guiao, NLEX si trasformò in una squadra competitiva, raggiungendo due volte le semifinali. L’ultima fu nella PBA Governors' Cup del 2021, dove venne eliminata dai futuri campioni del Barangay Ginebra Kings. Tuttavia, durante la gestione Guiao, gli NLEX non riuscirono mai a qualificarsi per le finali.
Il club si trovò inoltre ad affrontare la perdita di alcuni dei suoi giocatori più rappresentativi: Poy Erram fu ceduto ai TNT Tropang Giga insieme a una scelta al primo giro del draft che divenne Mikey Williams; Kiefer Ravena lasciò la PBA per giocare nella B.League giapponese; e Jericho Cruz firmò da free agent con i San Miguel Beermen.
Il 2 settembre 2022, Yeng Guiao lasciò ufficialmente i Road Warriors, dopo il mancato accordo per il rinnovo del contratto.

## Palmarès

### Titoli Nazionali
- PBA D-League Foundation Cup: 3

2011, 2012, 2014
- PBA D-League Aspirant's Cup: 3

2011, 2013, 2014

## Organico attuale
Organico per la stagione sportiva 2024-2025
| Roster NLEX Road Warriors 2024-2025. | Roster NLEX Road Warriors 2024-2025. |
| Giocatori                            | Staff tecnico                        |
| ------------------------------------ | ------------------------------------ |

| N. | Naz.                     | Ruolo | Nome              | Anno | Alt.   | Peso   |  |
| -- | ------------------------ | ----- | ----------------- | ---- | ------ | ------ |  |
| 1  | Nuova Zelanda (bandiera) | G     | Richie Rodger     | 1997 | 188 cm | 96 kg  |  |
| 2  | Filippine (bandiera)     | AG    | Michael Miranda   | 1990 | 198 cm | 95 kg  |  |
| 4  | Filippine (bandiera)     | AP    | Enoch Valdez      | 2000 | 188 cm | 81 kg  |  |
| 7  | Filippine (bandiera)     | PG    | Kevin Alas        | 1991 | 183 cm | 79 kg  |  |
| 8  | Filippine (bandiera)     | PG    | Robert Bolick     | 1995 | 185 cm | 81 kg  |  |
| 9  | Filippine (bandiera)     | AP    | Dominick Fajardo  | 1993 | 183 cm | 100 kg |  |
| 10 | Filippine (bandiera)     | G     | Javee Mocon       | 1995 | 191 cm | 86 kg  |  |
| 11 | Stati Uniti (bandiera)   | G     | Robbie Herndon    | 1993 | 191 cm | 82 kg  |  |
| 12 | Filippine (bandiera)     | PG    | Matt Nieto        | 1997 | 185 cm | 73 kg  |  |
| 14 | Filippine (bandiera)     | PG    | Baser Amer        | 1992 | 183 cm | 77 kg  |  |
| 15 | Canada (bandiera)        | G     | Brandon Ramirez   | 1997 | 196 cm | 88 kg  |  |
| 16 | Filippine (bandiera)     | AP    | Jonnel Policarpio | 2002 | 196 cm | 86 kg  |  |
| 18 | Filippine (bandiera)     | AP    | JB Bahio          | 1998 | 196 cm | 90 kg  |  |
| 20 | Filippine (bandiera)     | C     | Dave Marcelo      | 1989 | 196 cm | 101 kg |  |
| 22 | Filippine (bandiera)     | AP    | Jake Pascual      | 1988 | 193 cm | 91 kg  |  |
| 33 | Australia (bandiera)     | AG    | Anthony Semerad   | 1991 | 193 cm | 100 kg |  |
| 77 | Filippine (bandiera)     | G     | Xyrus Torres      | 2000 | 183 cm | 78 kg  |  |
|    | Canada (bandiera)        | AP    | Sean Anthony      | 1986 | 193 cm | 91 kg  |  |

| Allenatore |
| - Jong Uichico |
| Assistente/i |
| - Borgie Hermida (1° Assistente) - Anton Escolin - Melo Lim - Emman Monfort - J.B. Sison - Siot Tanquingcen - Adonis Tierra - Virgil Villavicencio (Team Manager) Legenda - (C) Capitano - Infortunato Roster |

## Allenatori
| Nome            | Periodo        | PBA Coach of the Year |
| --------------- | -------------- | --------------------- |
| Boyet Fernandez | 2014-2016      |                       |
| Yeng Guiao      | 2016-2022      |                       |
| Frankie Lim     | 2022-2024      |                       |
| Jong Uichico    | 2024-in carica |                       |

## Giocatori

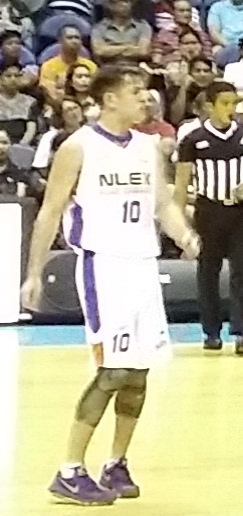
Sean Anthony con la canotta dei Road Warriors nel 2015.

### Giocatori celebri
Locali
- Kevin Alas
- Baser Amer
- Robert Bolick
- Sean Anthony
- Larry Fonacier
- Jericho Cruz
- Poy Erram
- Kiefer Ravena
- Rabeh Al-Hussaini
- Sean Anthony
- Enrico Villanueva
- Dave Marcelo
- Asi Taulava

Import
- Arnett Moultrie
- K. J. McDaniels
- Wayne Chism
- Cameron Clark
- Earl Clark
- Aaron Fuller
- Tony Mitchell
- Manny Harris
- Michel Madanly
- Olu Ashaolu
- Rodrigue Akl
- Al Thornton
- Myke Henry
- Kirk Long
- Arnett Moultrie

### Numeri ritirati
| Numeri ritirati degli NLEX Road Warriors |             |           |           |
| Num.                                     | Giocatore   | Posizione | Anni      |
| 88                                       | Asi Taulava | C         | 2014–2023 |

## Premi individuali
| PBA Mythical Second Team                                  |
| --------------------------------------------------------- |
| - Sean Anthony (2015-16) - Asi Taulava (2014-15, 2015-16) |
| PBA Sportsmanship Award                                   |
| - Kevin Alas (2021, 2022-23)                              |

### Premi PBA Press Corps
| All-Rookie Team                                            |
| ---------------------------------------------------------- |
| - Calvin Oftana (2021) - Brandon Ganuelas-Rosser (2022-23) |